# Ferenc Török
Ferenc Török   (Csillaghegy i Budapest, 3 d'agost de 1935) és un pentatleta, entrenador, dirigent esportiu, advocat i polític hongarès. Era germà del també pentatleta Ottó Török.
Com a pentatleta va competir durant la dècada de 1960. El 1964 va prendre part en els Jocs Olímpics d'Estiu de Tòquio, on disputà dues proves del programa de pentatló modern. Guanyà la medalla d'or en la competició individual, mentre en la competició per equips, junt a Imre Nagy i Ottó Török guanyà la medalla d'or. Quatre anys més tard, als Jocs de Ciutat de Mèxic, tornà a disputar dues proves del programa de pentatló modern. Junt a András Balczó i István Móna guanyà la medalla d'or en la competició per equips, mentre en la competició individual fou dotzè.
En el seu palmarès també destaquen quatre medalles d'or, tres de plata i tres de bronze al Campionat del món de pentatló modern i nou campionats nacionals, tres individuals i sis per equips. Es va retirar el 1970.
Entre 1976 i 1989 exercí d'entrenador de la selecció hongaresa. Entre 1989 i 1996 fou president de l'Associació hongaresa de pentatló, càrrec que compaginà amb la vicepresidència de la Federació Internacional de Pentatló entre 1993 i 1996. Entre el 1989 i el 1997 va exercir la presidència del Comitè Olímpic d'Hongria.
Entrà en política el 1990, quan es va incorporar a l'Aliança dels Demòcrates Lliures. A les eleccions legislatives hongareses de 1990 va obtenir un escó per la sisena circumscripció de Budapest. El 1994 i el 1998 fou candidat parlamentari. Del 1994 al 1998 fou membre del consell nacional de l'Aliança dels Demòcrates Lliures, i del 1995 al 1997 de la seva presidència. Va deixar el partit el 1998.